# سيمون بوهمه
سيمون بوهمه (بالدنماركية: Simone Böhme)‏ مواليد 17 أغسطس 1991 في راندرس، هي لاعبة كرة يد دانمركية تلعب كجناح أيمن. مثلت منتخب الدنمارك لكرة اليد للسيدات.

## الإنجازات
- كأس أوروبا لكرة اليد للسيدات:
  - الفوز: 2009–10

## روابط خارجية
- سيمون بوهمه على موقع الاتحاد الأوروبي لكرة اليد (الإنجليزية)